# Matrimonio entre personas del mismo sexo en Quintana Roo
El matrimonio entre personas del mismo sexo en Quintana Roo es legal desde finales del año 2012.
El 28 de noviembre del 2011, se realizaron los dos primeros enlaces homosexuales en la entidad federativa, esto por un vacío legal en el que el Código Civil del Estado de Quintana Roo, en el cual no se establece como requisito que el matrimonio se celebre entre hombre y mujer, pues sólo dice "entre personas".
Después de una batalla legal, el 5 de junio de 2012, se agotó el término para impugnar su enlace matrimonial, dando posibilidad a que más parejas homosexuales aprovechen este vacío legal, que no se cree que pueda ser corregido para prohibir los matrimonios homosexuales, ya que en la reciente modificación de la Constitución Política de los Estados Unidos Mexicanos en materia de Derechos Humanos el Artículo 1º Constitucional específica ahora que ningún mexicano puede ser objeto de discriminación por su orientación sexual.